# Xenopsylla cornigera
Xenopsylla cornigera är en loppart som beskrevs av Smit 1956. Xenopsylla cornigera ingår i släktet Xenopsylla och familjen husloppor. Inga underarter finns listade i Catalogue of Life.